# Jezioro Chobienickie
Jezioro Chobienickie – jezioro w woj. wielkopolskim, w pow. wolsztyńskim, w gminie Siedlec, leżące na terenie Bruzdy Zbąszyńskiej i jest jednym z ciągu Jezior Zbąszyńskich.

## Charakterystyka
Rzeka Obra dopływa do jeziora z południowego zachodu poprzez przesmyk od strony Jeziora Wielkowiejskiego i odpływa z północy, poprzez przesmyk do Jeziora Grójeckiego.

## Morfometria
Powierzchnia zwierciadła wody według różnych źródeł wynosi od 230,3 ha do 231,0 ha.
Zwierciadło wody położone jest na wysokości 51,7 m n.p.m. lub 51,8 m n.p.m.. Średnia głębokość jeziora wynosi 1,8 m, natomiast głębokość maksymalna 3,4 m.
W oparciu o badania przeprowadzone w 2002 roku wody jeziora zaliczono wody jeziora zaliczono do wód pozaklasowych i poza kategorią podatności na degradację.